# Alvina Reynolds
Pour les articles homonymes, voir Reynolds.
Alvina Reynolds est une personnalité politique saint-lucienne.

## Biographie
Lors des élections législatives sainte-luciennes de 2011, elle entre à l'Assemblée pour représenter le district de Babonneau (en). Le sortant vaincu cette année là, Ezechiel Joseph (en), lui reprendra le poste lors des élections législatives sainte-luciennes de 2016.
À la suite de l'élection législative de 2011, elle entre au gouvernement en tant que ministre de la Santé, du Bien-être, des Services sociaux et des Relations hommes-femmes (Minister for Health, Wellness, Human Services and Gender Relations).
Elle entre au Sénat le 28 juillet 2021 sur proposition du gouverneur général de Sainte-Lucie. Le 24 novembre 2022, elle devient présidente du Sénat en remplacement de Stanley Felix, démis de ses fonctions le mois précédent pour entrave à la justice.